# Alte Synagoge (Thionville)

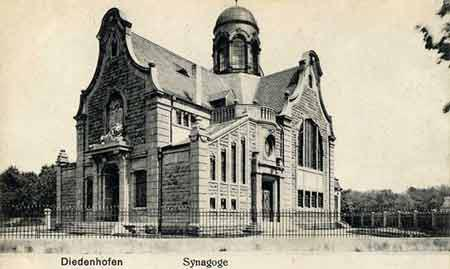
Ansichtskarte mit der Alten Synagoge in Thionville (um 1920)

Die Alte Synagoge in Thionville, einer französischen Stadt im Département Moselle in der historischen Region Lothringen, wurde ab dem 14. Februar 1912 nach Entwürfen des Karlsruher Architekten Ludwig Levy errichtet und am 19. September 1913 eingeweiht. Die Synagoge befand sich 31 avenue Clemenceau.
Die Synagoge im neobarocken Stil wurde im Juli 1940 im Zweiten Weltkrieg von den deutschen Besatzern niedergebrannt. Die Ruine wurde abgetragen und die Steine wurden für den Straßenbau verwendet.
An gleicher Stelle wurde 1956 die Neue Synagoge errichtet.